# Pedra Cuberta
Der Dolmen Pedra Cuberta (deutsch „Steindach“) liegt in Vimianzo in der Pfarrei Treos, bei Arxomil in Galicien in Spanien. Der Dolmen hat einen mehr als 6,6 m langen Gang mit einer Höhe von etwa 1,8 m. Es fehlen Seitensteine und der Deckstein der Kammer. 
1934 stellte der deutsche Archäologe Georg Leisner (1870–1957) auf der Innenseite der Kammer und auf Orthostaten des Ganges Bilder fest. Die roten, schwarzen und weißen Zeichnungen zeigen komplexe Formen mit Zick-Zack-Linien, dreieckigen und vertikalen Motiven. Das III International Symposium in A Coruña 1997 berichtete über den Verlust von Bildern. 

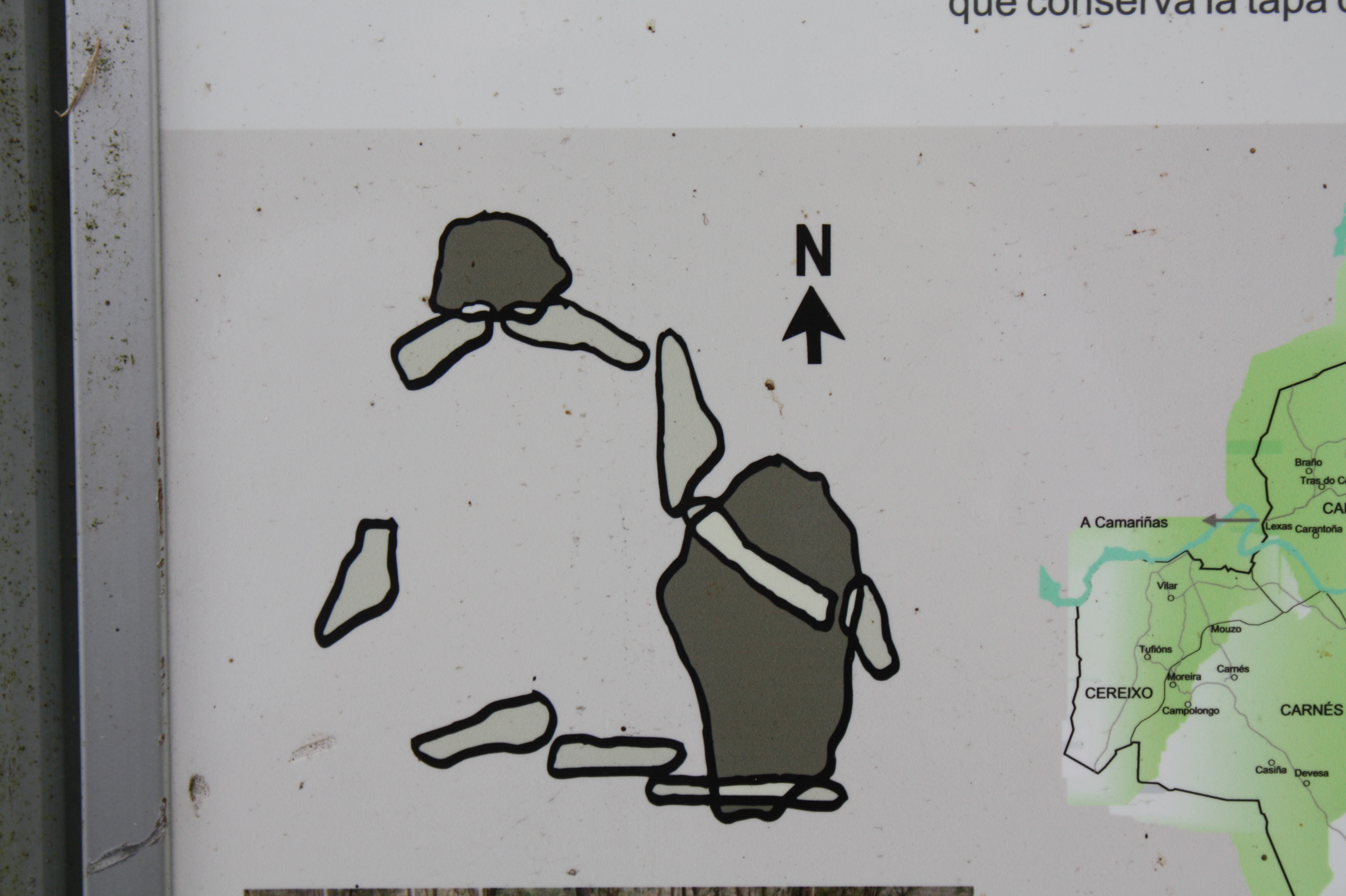
Pedra Cuberta

Die Darstellungen wurden auf einer weißen Farbschicht, wahrscheinlich Kaolin, in Schwarz und Rot hergestellt. Rot wurde mit Eisenoxiden und Schwarz mit Holzkohle hergestellt. Sie sind, wie im Dolmen von Dombate, in drei horizontalen Gruppen angeordnet. Zu unterst befinden sich zwei parallele lange rote Wellenformprofile, die die anderen überlagern zu scheinen. Der obere Bereich ist mit einer schwarzen Linie getrennt. Dargestellt sind Dreiecke, gewellte Linien, Zickzacklinien, rote Ränder, konzentrische Kreise und Trapezoide. Die Dekorationen decken das gesamte Monument ab.
2011 wurde der Dolmen zum Kulturellen Interesse erklärt. 
In der Nähe liegt der Dolmen von Pedra Moura de Monte Carnio.